# Marszywiec
Marszywiec [pronunciación en polaco: /marˈʂɨvjɛt͡s/] es un pueblo ubicado en el distrito administrativo de Gmina Zelów, dentro del Distrito de Bełchatów, Voivodato de Łódź, en Polonia central. Se encuentra aproximadamente a 8 kilómetros al sureste de Zelów, a 9 kilómetros al noroeste de Serłchatów, y a 41 kilómetros al sur de la capital regional Łódź.
El pueblo tiene una población de 60 habitantes.